# Aquarium Wilhelmshaven

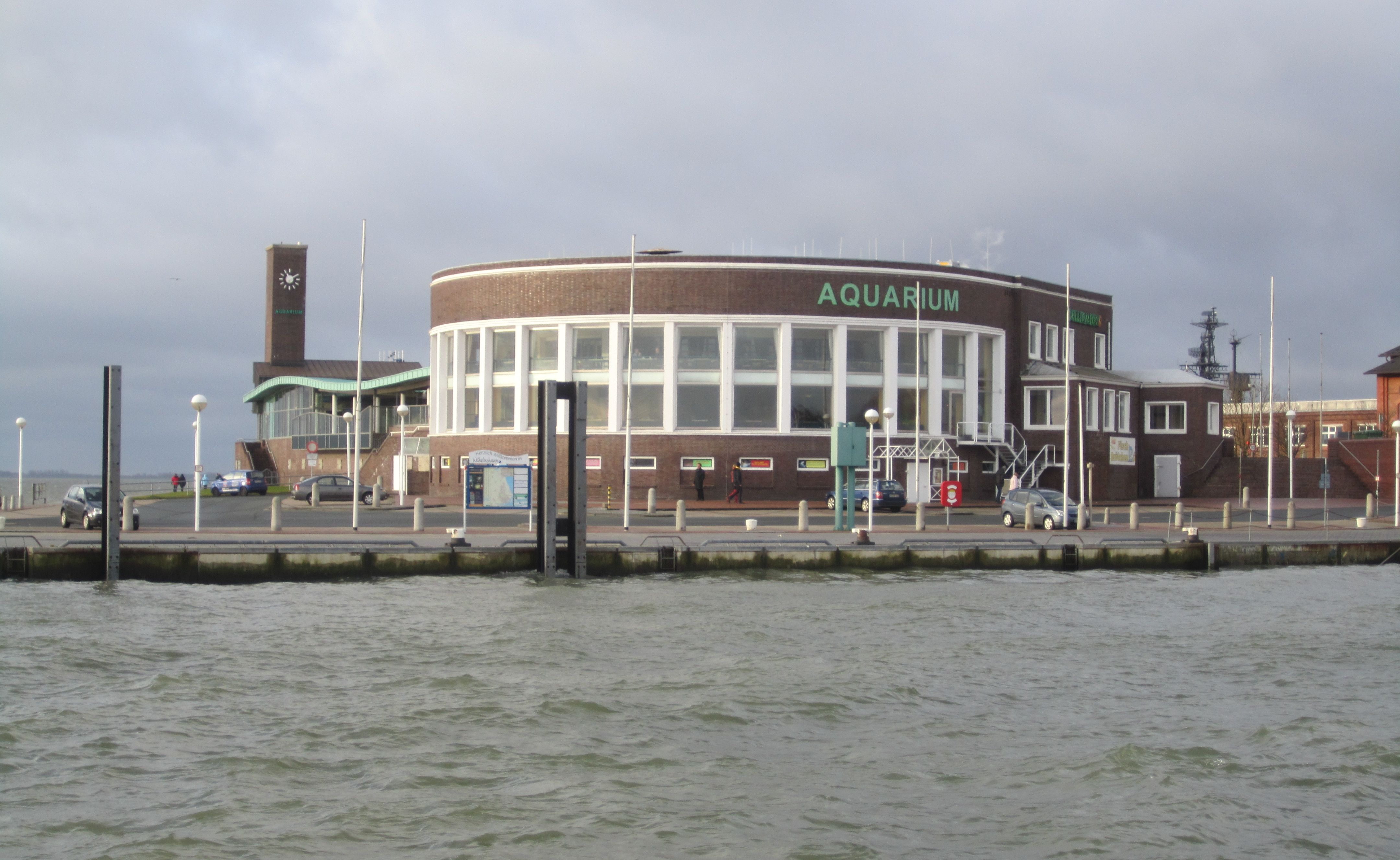
Strandhalle und Aquarium Wilhelmshaven (2012)

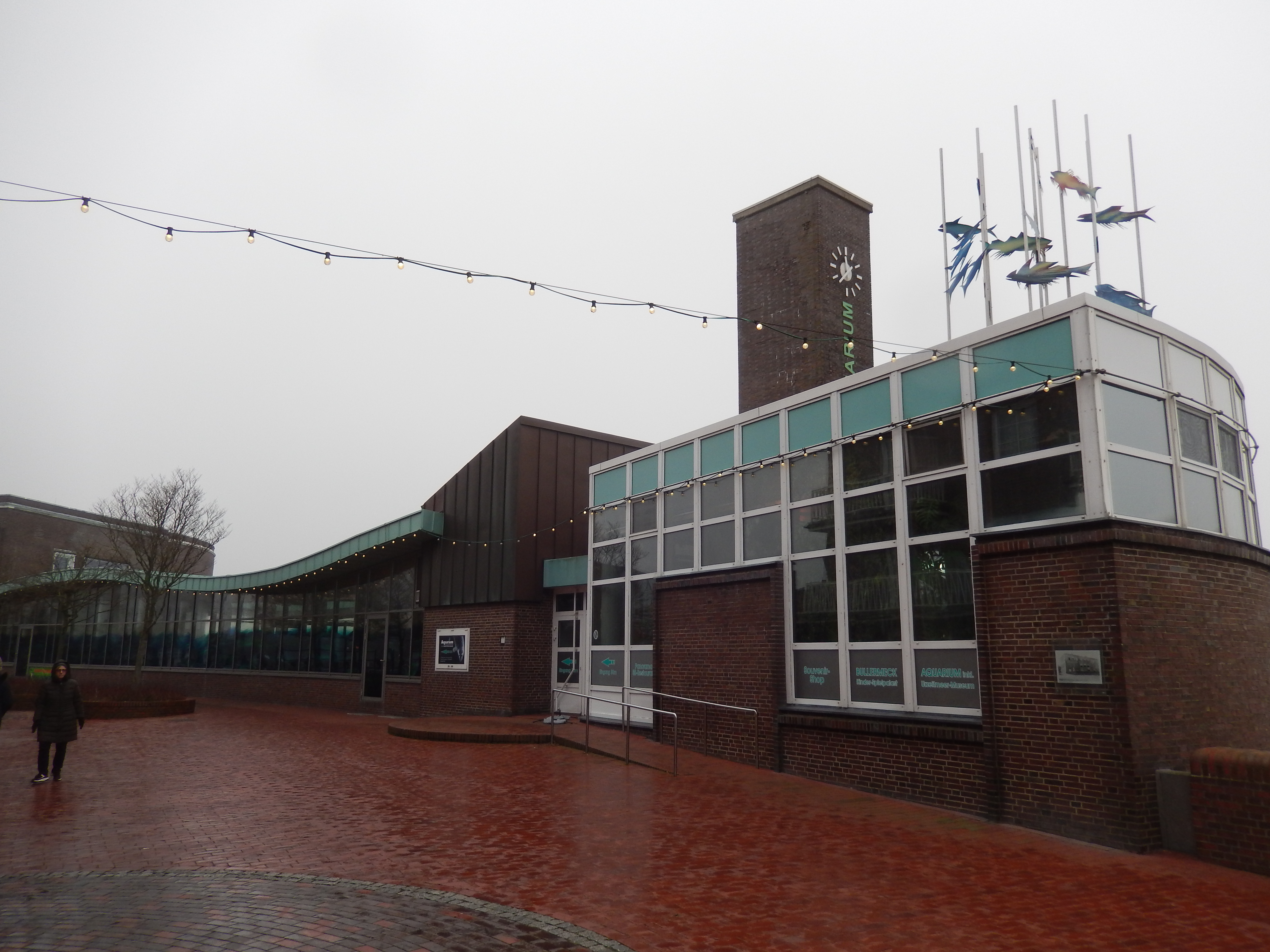
Aquarium, Seite an der Südstrandpromenade

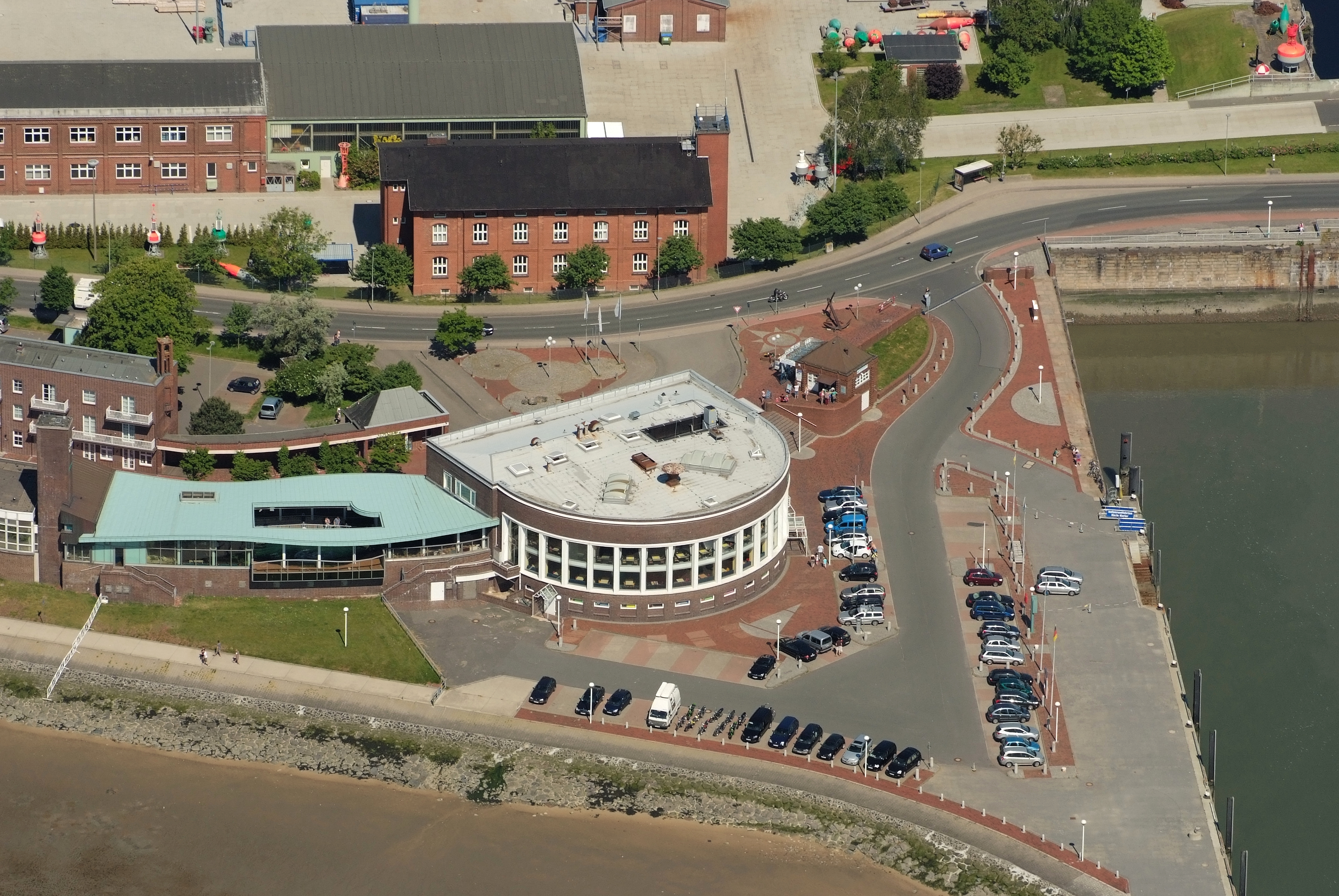
Luftaufnahme 2012

Das Aquarium Wilhelmshaven ist ein Schauaquarium und Museum in der niedersächsischen Stadt Wilhelmshaven am Jadebusen an der Südstrandpromenade. Es zeigt in über 600.000 Liter Salz- und Süßwasser mehr als 300 Tierarten aus den Ozeanen der Erde. Im Mai 2015 wurde das Aquarium durch das Urzeitmeer-Museum, welches die Entwicklung des Lebens anhand 500 aquatischer Fossilien darstellt, erweitert. 2022 wurde eine weitere Dauerausstellung eröffnet: Saurier – Giganten der Meere. Die Aquarium Wilhelmshaven GmbH betreibt das Aquarium ohne öffentliche Zuschüsse.
In der Strandhalle befindet sich ein Panorama-SB-Restaurant.

## Geschichte
Das Aquarium Wilhelmshaven hat eine fast hundertjährige Geschichte: Am 11. April 1927 fand die Einweihung in der Strandhalle statt. Nach einer kriegsbedingten Unterbrechung von 1939 bis 1945 kam es am 17. August 1950 zur Wiedereröffnung des Aquariums an heutiger Stelle unter der Leitung von Konrad Lüders. Die Stadt Wilhelmshaven war der Betreiber unter wissenschaftlicher Beratung durch das Forschungsinstitut Senckenberg am Meer. 1988/89 wurde das Seewasseraquarium um eine Seehundhalle erweitert. Die Bausubstanz des Aquariums war durch Salz und Witterungseinflüsse so stark angegriffen, dass es 2001 geschlossen wurde. Aufgrund fehlender Mittel verkaufte die Stadt die komplette Anlage einschließlich der Strandhalle an die Aquarium Wilhelmshaven Bullermeck GmbH. Das Seewasseraquarium wurde zu diesem Zweck größtenteils abgerissen, entkernt, neu aufgebaut und mit einem zusätzlichen Stockwerk versehen. Das Aquarium Wilhelmshaven wird seit Neueröffnung am 7. Juli 2002 ohne öffentliche Zuschüsse betrieben. Im Jahr 2015 wurde das Urzeitmeer-Museum mit der Ausstellung einer Fossiliensammlung aquatischen Ursprungs, einem Alleinstellungsmerkmal im Nordwesten Deutschlands, eröffnet. Zum 20-jährigen Bestehen wurde im Juli 2022 eine weitere Dauer-Erlebnisausstellung eröffnet: Saurier – Giganten der Meere.
In der Strandhalle befinden sich außerdem das ein Panorama-Selbstbedienungsrestaurant, welches unabhängig vom Aquarium besucht werden.

## Ausstellung

### Aquarium
Der Rundgang durch das Aquarium führt durch die Welt der Meere und Lebensräume unserer Erde beginnend mit der Tier- und Pflanzenwelt aus Nordsee und Wattenmeer: Plattfische, Katzenhaie, Hummer und Taschenkrebse leben in natürlich eingerichteten Aquarien. Im Nordseewasser-Becken leben die Seehunde Paul, Piet und Ole. In weiteren Aquarien findet man einen Kraken und Seepferdchen zwischen Seegras; im Quallenkreisel leben Ohrenquallen.
Im tropischen Meer leben Schwarzspitzen-Riffhaie und ein Kuhnasenroche im großen Gesellschaftsbecken. Auch Schwärme von Silberflossenblätter, Süßlippen, Schweins-Grunzer und viele weitere Fischarten sind hier zu sehen.
Im Antarktis-Bereich werden Fischarten präsentiert, die Frostschutzmittel im Blut entwickelt haben und unter dem Eis der Antarktis bei 0 °C Wassertemperatur leben. Die Magellan-Pinguine zeigen ihre Schwimmkünste unter der Wasseroberfläche.
Im dicht bewachsenen tropischen Regenwald leben unter anderem freifliegende Vögel, Zwergseidenäffchen, Rotschulterenten und Köhlerschildkröten. Besonderes Highlight der Tropenhalle sind die beiden Zweifingerfaultiere Frieda und Freddy. Zwischen Korallenriffen leben farbenfrohe Fische.

### Urzeitmeer-Museum
Das Urzeitmeer-Museum bietet den Besuchern eine Zeitreise durch alle Erdzeitalter. Anhand von mehr als 500 aquatischen Fossilien wird gezeigt, wie durch die Evolution in den vergangenen 4,6 Milliarden Jahren Tier- und Pflanzenarten entstanden sind. Bemerkenswert ist das über 3 m große Fossil eines Weißen Hais aus der Pfalz. Trilobiten, Panzerfische, Quastenflosser, Fischsaurier, Ur-Haie und viele andere fossile Zeugen vergangenen Lebens lassen erahnen, welche evolutionären Entwicklungen schon im Urmeer stattfanden.
Angekommen im Quartär, also der Gegenwart, kann das Ergebnis der Evolution beobachtet werden: Das Leben an Land und im Meer.

### Saurier – Giganten der Meere
Am 2. Juli 2022, zum 20-jährigen Jubiläum der Neueröffnung, eröffnete das Aquarium Wilhelmshaven die Ausstellung Saurier – Giganten der Meere.
Hier treffen die Besucher auf riesige Meeressaurier aus den Ozeanen vergangener Zeiten. Mit bis zu 10,5 Meter Länge zeigen die Sauriermodelle, wer im Erdmittelalter (vor 252 bis 66 Millionen Jahren) das Meer beherrschte.
Auf einer Ausstellungsfläche von ca. 350 m² erfährt der Besucher anhand von Fossilien und Medienstationen Wissenswertes über diesen Abschnitt der Erdgeschichte. Im Paläoaquarium stellen auf einer sechs Meter breiten Leinwand 3D-animierte Meeressaurier das Leben im Meer vor unserer Zeit dar.